# Дён-ле-Палестель (кантон)
Дён-ле-Палестель (фр. Dun-le-Palestel) — кантон во Франции, находится в регионе Лимузен. Департамент кантона — Крёз. Входит в состав округа Гере. Население кантона на 2006 год составляло 6536 человек.
Код INSEE кантона 2314. Всего в кантон Дён-ле-Палестель входят 13 коммун, из них главной коммуной является Дён-ле-Палестель.

## Коммуны кантона
- Колондан — население 315 чел.
- Крозан — население 527 чел.
- Дён-ле-Палестель — население 1133 чел.
- Фреслин — население 636 чел.
- Ла-Сель-Дюнуаз — население 606 чел.
- Ла-Шапель-Балу — население 139 чел.
- Лафа — население 374 чел.
- Мезон-Фейн — население 297 чел.
- Найя — население 653 чел.
- Санья (Дён-ле-Палестель) — население 205 чел.
- Сен-Себастьен — население 689 чел.
- Сен-Сюльпис-ле-Дюнуа — население 637 чел.
- Виллар — население 325 чел.